# الميدان (شمال سيناء)
الميدان إحدى قرى مركز العريش التابع لمحافظة شمال سيناء في جمهورية مصر العربية. حسب إحصاءات سنة 2018، بلغ إجمالي السكان في الميدان 699 نسمة، منهم 352 رجل و 347 امرأة.